# 雀脷珠属
雀脷珠属（学名：Eriosema）是蝶形花科下的一个属，为草本或亚灌木植物。该属共有约100种，分布于热带和亚热带地区。